# Katonai Miksa József-rend
A katonai Miksa József-rend, németül: Militär-Max-Joseph-Orden, a legmagasabb katonai kitüntetés volt a Bajor Királyságban. 1806. január 1-én alapította I. Miksa (József), Bajorország első királya. A kitüntetésnek három osztálya van:
- Nagykereszt (Großkreuz)
- Parancsnoki Kereszt (Kommandeurkreuz)
- Lovagkereszt (Ritterkreuz)

Azok akik megkapták a kitüntetést, de nem voltak a nemesség tagjai, a kitüntetés révén megnemesedtek és hozzátehették a családnevükhöz, hogy a „lovag” „(Ritter von)”. A lovagi cím nem volt örökölhető.

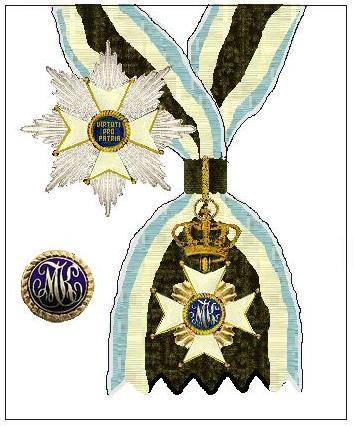
A Nagykereszt

A rend elavulttá vált, mikor a monarchia összeomlott, Németország I. világháborús veresége után. Azonban a kancellária folytatta a díj ajánlását, 1922-ig.

## Leírása
A rend jelvénye fehér zománcozott arany máltai kereszt, minden sarkán golyókkal. Az központi érem kék zománc és a szélén arany, Miksa József király németül: Max Joseph König) kiemelt monogramjával (kurzív „MJK”), valamint a hátulján a rend latin mottójával „Virtuti pro patria” („Bátorság a hazáért”), mindkettő aranyban. A kereszt fölött egy arany korona.
A Lovagkereszt jelvénye sokkal kisebb volt, mint a legtöbb katonai kitüntetés. 28 mm-es volt (és 50 mm magas a koronával és a gyűrűvel együtt), míg a Bajor Katonai Érdemrend alsóbb fokozatai 41-45 mm-esek voltak. Egy szalagon hordták a tiszti érem sáv előtt. 1951-ben a Lovagkeresztet a nyak körül kezdték viselni, egy nem hivatalos gyakorlati ideig.
A Parancsnoki Kereszt valamivel nagyobb mint a Lovagkereszt, mérete 38-55 mm volt. Egy szalagon viselték a nyak körül.
A Nagykereszt még nagyobb volt (68-100 mm) és arany sugarak voltak a kereszt karjai között.

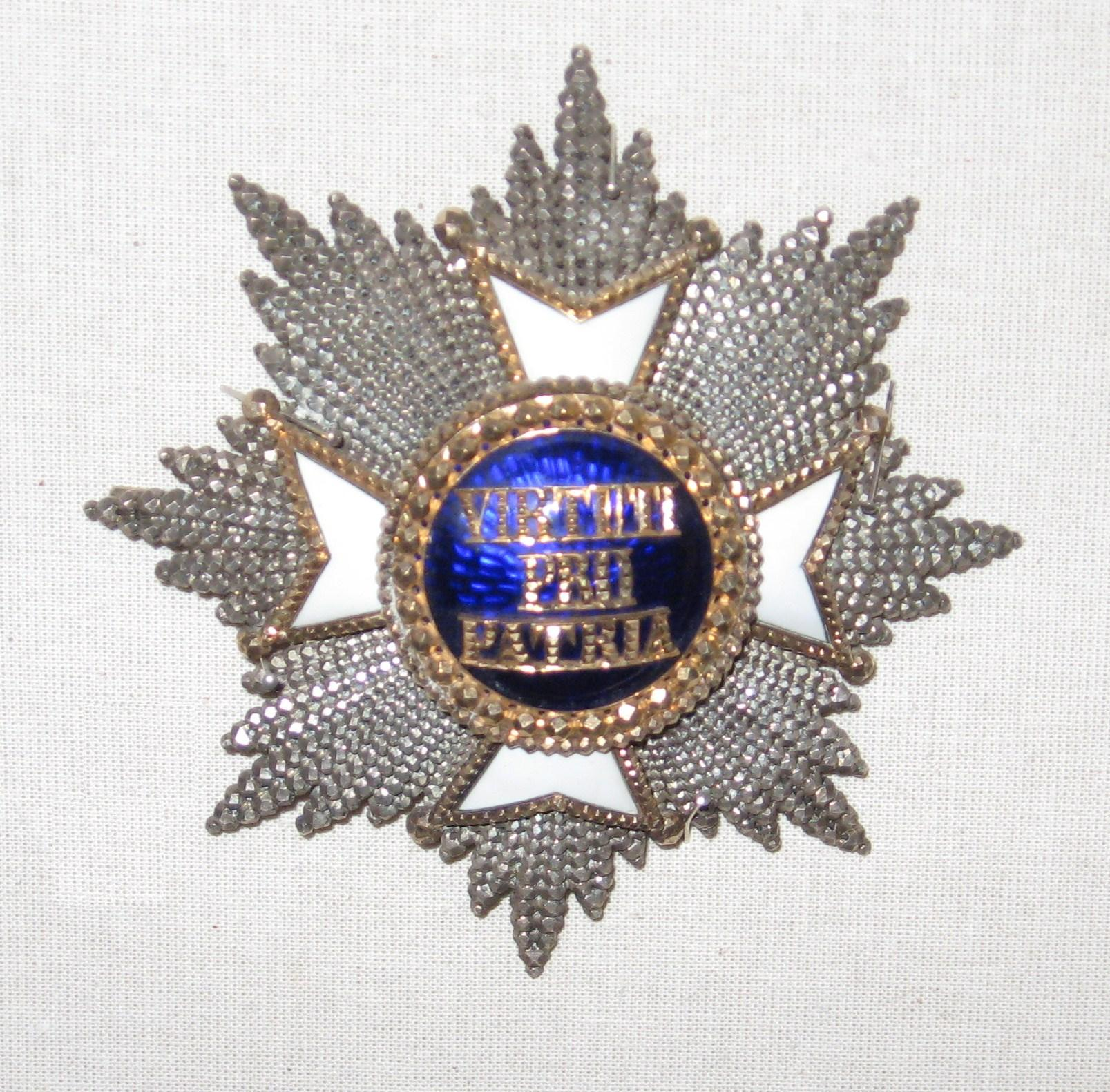
A rend csillaga

A rend csillaga csak a Nagykereszthez járt, és egy nyolcágú ezüst csillag volt. A csillag közepén a rend jelvényével, de egy túlméretezett medalionnal, a mottóval.
A szalag fekete moaré volt, szélén fehér, kék csíkkal.

## Nemesség
Azoknak, akik nem voltak a nemesség tagjai, a rend biztosította a megnemesedést. Csak a kitüntetett személyt jogosította a cím használatra, nem volt örökölhető, hasonlóan az Egyesült Királyságban adományozott lovagi címhez. Azok, akik így kaptak nemességet, jogot szereztek arra, hogy családnevüket kiegészíthessék a „Ritter von” („Lovagja”) címmel. Így járt el pl. a bajor születésű Wilhelm Ritter von Leeb bajor születésű német tábornagy (polgári születési nevén: Wilhelm Leeb).
Az ilyen nemesség csak bajoroknak járt. A nem-bajorok megkaphatták az érdemrendet, de nem vehették fel a lovagi címet. Így például a porosz születésű Erich Ludendorff tábornok – bár megkapta a Nagykeresztet 1916-ban – nem vált jogosulttá, és megtartotta polgári nevét.
De nem minden bajor lovagi előnévvel („Ritter von”) rendelkező személy volt a Miksa József-rend lovagja. A Bajor Korona Érdemrendje, egy magas polgári kitüntetés (de gyakran katonáknak is adták), szintén biztosított nemességet. Például az 1920-as években Bajorország miniszterelnöke, Gustav Ritter von Kahr a Bajor Korona Érdemrendjének kitüntetettje volt, a Miksa József-rend helyett. Továbbá voltak nemesi családok, ahol a lovagi cím („Ritter von”) örökletes cím volt, az adományozható lovagrendektől függetlenül.

## Kitüntetettek
- Lipót bajor királyi herceg
- Rupprecht bajor koronaherceg
- Hans Ritter von Adam
- Sir Colin Campbell tábornok
- Franz Ritter von Epp
- Erich von Falkenhayn
- Robert Ritter von Greim
- Wilhelm Groener
- Bruno Ritter von Hauenschild
- Paul von Hindenburg
- Franz Ritter von Hipper
- Heinrich bajor herceg
- Max Hoffmann
- Friedrich Freiherr Kress von Kressenstein
- Hermann von Kuhl
- Wilhelm Ritter von Leeb
- Erich Ludendorff
- August von Mackensen
- Reinhard Scheer
- Eugen Ritter von Schobert
- Hans von Seeckt
- Hans Ritter von Seißer
- Wilhelm Ritter von Thoma
- Ludwig Ritter von Tutschek
- Adolf Ritter von Tutschek
- Otto Weddigen
- Karl Ritter von Bolle
- Eduard Ritter von Schleich